# Herbert Fischer
Herbert Fischer (ur. 10 kwietnia 1914 w Herrnhut, zm. 5 lutego 2006 w Berlinie) – niemiecki dyplomata, ambasador NRD w Indiach.

## Życiorys
W 1933 na kilkanaście lat wyjechał z Niemiec. Prowadził burzliwe życie, uczestniczył w hiszpańskiej wojnie domowej, a w 1936 dostał się do Indii. Poznał Mahatmę Gandhiego i zaangażował się w indyjską działalność niepodległościową. W 1947 powrócił do Niemiec; ukończył studia pedagogiczne, pracował jako nauczyciel, później dyrektor szkoły.
W połowie lat 50. podjął pracę w dyplomacji. Pracował w Indiach, początkowo jako radca handlowy, następnie konsul generalny, a po uznaniu NRD przez Indie - ambasador. W maju 2003 przebywający z wizytą w Niemczech premier Indii Atal Bihari Vajpayee uhonorował go wysokim indyjskim odznaczeniem państwowym – Orderem Padma Bhushan.
Opublikował kilka książek, poświęconych swojej pracy w Indiach i znajomości z Gandhim (m.in. Unterwegs zu Gandhi, 2002).